# Эттер, Николай Севастьянович
Никола́й Севастья́нович фон-Э́ттер (фин. Nikolai von Etter; 13 [25] августа 1865, Санкт-Петербург — 31 октября 1935, Порвоо) — российский дипломат; с 1915 года — посланник в Персии.

## Биография
Родился 13 (25) августа 1865 года в семье, принадлежащей к дворянству Великого княжества Финляндского. Отец — Севастьян Павлович фон Эттер (1828—1883).
В 1886 году окончил Пажеский корпус, выпущен из камер-пажей в губернские секретари. Служил по ведомству Министерства иностранных дел: в 1890 году в чине коллежского секретаря состоял при 2-й экспедиции канцелярии министерства, в 1892—1893 годах занимал должность 3-го секретаря канцелярии, с 1893 по 1897 годы — должность 2-го секретаря миссии в Копенгагене. В 1897 году был назначен 2-м секретарём миссии в Париже, а в 1899 году — секретарём дипломатического агентства в Болгарии. В 1904—1906 годах работал 1-м секретарём посольства Российской империи в Мадриде. В 1906—1915 годах состоял советником посольства в Лондоне «с представлением ему лично звания Чрезвычайного посланника и полномочного министра».
Имел придворные звания камер-юнкера (1895) и камергера (1907); 25 марта 1912 года произведён в действительные статские советники.
В 1915—1917 годах занимал пост Чрезвычайного посланника и полномочного министра при Персидском дворе. В 1917 году, после Февральской революции был переведён на тот же пост в Португалию, а после Октябрьской революции был уволен наркомом иностранных дел Троцким.
Уехал в эмиграцию в Финляндию. Умер в 1935 году в имении Хайко близ Борго.
Его жена — Стефания (урождённая Спечинская) (1870—1957).

## Награды
За свою службу Эттер был награждён рядом российских орденов, в их числе:
- Орден Святой Анны 3-й ст. (14.05.1896)
- Орден Святого Станислава 2-й степени (1900)
- Орден Святой Анны 2-й степени (1905)
- Орден Святого Владимира 3-й степени (1914)

Имел также многочисленные иностранные ордена.